# Alex van Warmerdam
Alex van Warmerdam (Haarlem, 14 d'agost de 1952) és un guionista, director de cinema i actor neerlandès. També és pintor.

## Vida i carrera
Van Warmerdam va néixer a Haarlem, una ciutat de la província d'Holanda del Nord als Països Baixos. Va ser cofundador del grup de teatre Hauser Orkater (que més tard es va convertir en el grup de teatre musical Orkater). El 1980, va fundar el grup de teatre De Mexicaanse Hond (El gos mexicà), juntament amb el seu germà Marc van Warmerdam. Aquest és el nom amb el qual s'han estrenat tots els espectacles des de 1989.
Va fer el seu primer llargmetratge l'any 1986: Abel. Juga un paper en cadascuna de les seves pel·lícules fins ara, amb l'excepció de Grimm (2003).
Alex van Warmerdam està casat amb l'actriu holandesa Annet Malherbe, que interpreta papers a la majoria de les seves pel·lícules i també funciona com a directora de càsting. El seu fill Mees és músic i ha actuat en diversos espectacles del grup de teatre De Mexicaanse Hond.
Va guanyar el Nederlands-Vlaamse Toneelschrijfprijs el 1990 i el Taalunie Toneelschrijfprijs el 2011.
La seva pel·lícula de 2013 Borgman va ser nominada a la Palma d'Or al 66è Festival Internacional de Cinema de Canes.

## Filmografia

### Curtmetratges i pel·lícules de televisió
- Adelbert (1977) (curtmetratge) (com a actor)[3]
- Entree Brussels (1978) (curtmetratge) (com a escriptorr)[4]
- Striptease (1979) (curtmetratge) (com a escriptor)
- Zie De Mannen Vallen (1980) (Telefilm)
- Graniet (1982) (telrfilm)
- De Stedeling (1984) (curtmetratge)

### Llargmetratges
| Data | Títol                           | Guionista | Director | Actor |
| ---- | ------------------------------- | --------- | -------- | ----- |
| 1986 | Abel a.k.a. Voyeur              | Sí        | Sí       | Sí    |
| 1992 | De Noorderlingen                | Sí        | Sí       | Sí    |
| 1996 | De Jurk                         | Sí        | Sí       | Sí    |
| 1998 | Little Tony                     | Sí        | Sí       | Sí    |
| 2003 | Grimm                           | Sí        | Sí       |       |
| 2006 | Ober                            | Sí        | Sí       | Sí    |
| 2009 | De laatste dagen van Emma Blank | Sí        | Sí       | Sí    |
| 2012 | Black Out                       |           |          | Sí    |
| 2013 | Borgman                         | Sí        | Sí       | Sí    |
| 2015 | Schneider vs. Bax               | Sí        | Sí       | Sí    |
| 2021 | Nr. 10                          | Sí        | Sí       |       |

## Premis i reconeixements
Festival Internacional de Cinema de Venècia
| Any  | Categoria                  | Pel·lícula                      | Resultat  |
| ---- | -------------------------- | ------------------------------- | --------- |
| 1996 | Premi FIPRESCI             | De jurk                         | Guanyador |
| 2009 | Premi Label Europa Cinemas | De laatste dagen van Emma Blank | Guanyador |

Festival de Sitges
| Any  | Categoria         | Pel·lícula | Resultat  |
| ---- | ----------------- | ---------- | --------- |
| 2013 | Millor pel·lícula | Borgman    | Guanyador |